# TOSYS
株式会社TOSYS（トーシス）は、コムシスホールディングスの子会社で、長野県長野市に本社を置き、長野県、新潟県のNTT東日本を中心とする情報通信工事事業、電気設備工事事業を行う企業である。

## 沿革
- 1960年1月 新潟電話工業株式会社を設立。
- 1997年4月 信越通信建設株式会社と合併し、東日本システム建設株式会社に社名変更。
- 2003年9月 同社と日本コムシス株式会社、サンワコムシスエンジニアリング株式会社の3社で新会社「コムシスホールディングス株式会社」を設立し、3社は新会社の子会社となる。
- 2012年10月 株式会社TOSYSに社名変更。

## 営業内容
- 電気通信関係 線路、土木、機械設備の設計・施工・保守 情報ネットワークシステムの企画・設計・建設及びメンテナンス
- ソフト開発
- 各種情報通信機器、OA機器の販売
- 電気設備、消防設備の設計・施工・保守
- 一般土木・管工事の設計・施工・保守
- 建築工事の設計・施工・保守
- 宅地建物取引業
- 古物売買業
- 労働者派遣業

## 主な連結子会社
- 株式会社アルスター
- 株式会社トーシス新潟
- チューリップライフ株式会社